# Bastard
Bastard ist eine seit dem Mittelalter übliche (und jahrhundertelang keineswegs als ehrenrührig empfundene) Bezeichnung für ein uneheliches Kind eines Adligen. Der Begriff war ursprünglich ein fester Terminus des Feudalwesens zur Bezeichnung eines vom adligen Vater rechtlich anerkannten Kindes. Wenn die Bestätigung des Vaters fehlte oder dieser nicht adlig war, nannte man ein uneheliches Kind Bankert oder Kegel. Der Ausdruck Bastard wurde erst viel später auch als Schimpfwort benutzt.
In der Biologie und im Zuchtwesen ist Bastard eine veraltete Bezeichnung für eine Hybride.

## Begriff und Rechtsstellung
Das Wort Bastard geht über mittelhochdeutsch bast(h)art zurück auf altfranzösisch bastard, abgeleitet vom lateinischen bastum (Packsattel). Die weitere Wortherkunft ist nicht eindeutig geklärt; aber das französische Synonym für bâtard lautet fils de bast und deutet auf „Kind vom Sattel“ hin, also das Kind eines Durchreisenden. Die Bezeichnung betraf vor allem Söhne, die mit Frauen niedrigeren Standes gezeugt wurden, mit denen der adelige (oder hochadelige) Vater nicht verheiratet war. Bastarde sind daher zu unterscheiden von Morganaten, den Kindern aus nicht ebenbürtigen Ehen; von solchen stammen etwa die Fürstenhäuser Löwenstein-Wertheim oder Hohenberg ab.

Wappen des Bastard von Orléans, Jean de Dunois (mit Bastardfaden)

Bastarde behielten im Abendland normalerweise den Stand ihrer Mutter und hatten nicht die Privilegien der ehelichen Kinder, insbesondere im Erbrecht. Sie konnten vom adligen Vater aber rechtlich anerkannt („legitimiert“) werden und waren dann in der Regel auch berechtigt, dessen Wappenbild zu führen, aber nur unter Beifügung eines Bastardfadens oder eines entsprechenden, die Unehelichkeit anzeigenden Beizeichens wie etwa des „Einbruchs“ (Bastardwappen). Sofern der Vater die Mutter später heiratete, wurden die zuvor geborenen Kinder nach Adels- und katholischem Kirchenrecht (aber nicht nach angelsächsischem Recht) nachträglich als ehelich legitimiert (lat.: legitimatio per matrimonium subsequens = Legitimation durch nachfolgende Eheschließung) und waren damit keine Bastarde mehr. So heiratete der Stauferkaiser Friedrich II. seine langjährige Geliebte Bianca Lancia kurz vor ihrem Tod, um die drei gemeinsamen Kinder zu legitimieren und damit die Anzahl seiner legitimen Nachkommen und möglichen Nachfolger zu erhöhen, was sich später durch die Thronbesteigung Manfreds von Sizilien auch realisierte.
Wenn die Gemahlin eines Adligen unfruchtbar war oder seine ehelichen Nachkommen vor ihm verstarben, konnte ein Bastard oft die Erbfolge antreten, jedenfalls bei Allodialgütern. Der Vater konnte aber auch andere Verwandte als Erben einsetzen. Bei Lehnsgütern war die Lehnsnachfolge von Bastarden in aller Regel ausgeschlossen, sie waren „nicht lehnsfähig“; andere, adlige Verwandte konnten mit besserem Recht beim Lehnsherrn die Belehnung fordern. Dies galt erst recht für Reichslehen (die Lehen der weltlichen Reichsstände, also Kurfürsten, Reichsfürsten und regierende Grafen, die sogenannten Fahnlehen) und die damit verbundenen Regierungsfunktionen. Diese konnten weder auf Bastarde noch auf morganatische Kinder übergehen.
Bastarde gehörten nach Adelsrecht nicht dem Adelsstand an, außer wenn sie neben der Legitimation durch den Vater einen Adelsbrief vom Kaiser oder Landesherrn erhielten. Bei außerehelichen Kindern von Angehörigen regierender Fürstenhäuser (hoher Adel) war dies oft der Fall, beim niederen Adel nur selten; wenn die Mütter der Bastarde adelig waren, wurden den Kindern in der Regel Adelstitel verliehen.
Wenn die Ehefrau eines Adligen ein Kind eines anderen Mannes gebar, hing es von vom Ehemann ab, was aus dem Kind wurde. Im römischen Recht galt der Grundsatz: pater semper incertus est (der Vater eines Kindes ist immer ungewiss, nicht aber die Mutter). Der Ehemann konnte das Kind stillschweigend als eigenes behandeln, dann galt es als ehelich geboren, wie etwa bei Dorothea von Sagan. Falls Zweifel aufkamen, wie bei der Geburt des spanischen Königs Alfons XII., konnten diese seine Stellung gefährden. Der Ehemann konnte das Kind aber auch als außerehelich zurückweisen. Wenn er nicht reagierte, wie Wilhelm der Schweiger, als seine von ihm getrennt lebende Frau die Tochter Christine von Diez gebar, und öffentliche Zweifel aufkamen, wurde das Kind als Bastard behandelt. Außereheliche Verhältnisse von Ehefrauen wurden nicht geduldet (und oft streng geahndet, wie beim Skandal um den Tour de Nesle oder der Königsmarck-Affäre), weil die Legitimität der Dynastie in Frage stand.

## Beispiele

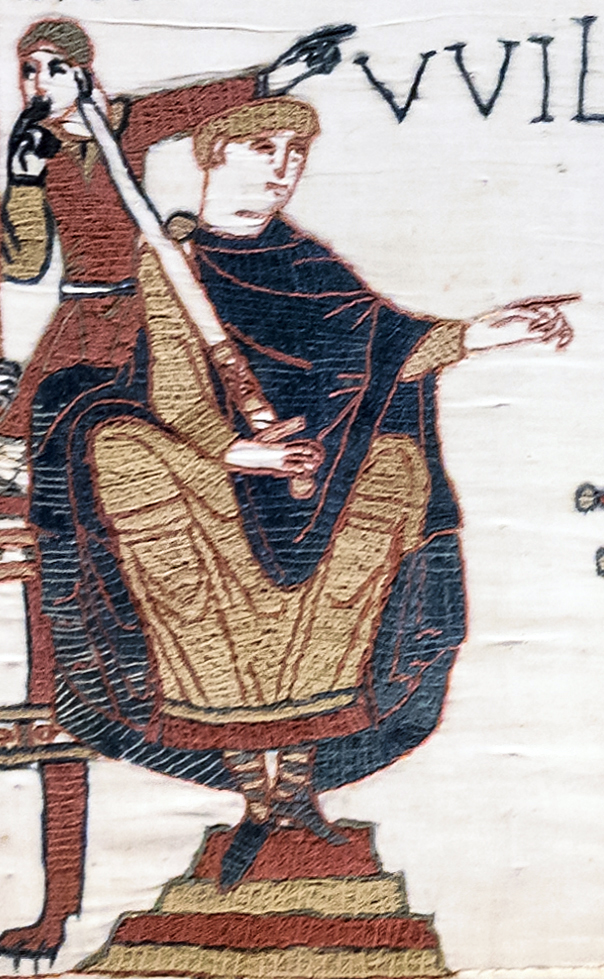
Wilhelm der Eroberer (William I. von England), „Guillaume le Bâtard“ (Teppich von Bayeux)

In manchen Regionen Europas gab es vor der Entstehung des Briefadels, also im Früh- und Hochmittelalter, Ausnahmen, in denen Bastarde die Erbfolge antraten und ohne weitere Rechtsakte allgemein anerkannt wurden. Der Bastard Karl Martell erkämpfte sich die mächtige Stellung als fränkischer Hausmeier gegen seine legitimen Halbbrüder und ihre Söhne. Wilhelm der Eroberer (William I.), auf den das britische Königshaus seine Abstammung und seine englischen Thronansprüche zurückführt, wurde zeitgenössisch als „Guillaume le Bâtard“ bezeichnet, da er aus einer polygamen Beziehung des normannischen Herzogs Robert I. mit der Tochter eines Lohgerbers stammte. Nachdem dem dänischen König Sven Estridsson († 1076) drei legitime Söhne und ein Enkel als Könige nachgefolgt waren, die ohne männliche Erben starben, folgten nacheinander drei uneheliche Söhne  auf dem Thron: Olaf Hunger, Erik Ejegod und Niels; Eriks Nachfahren setzten die Dynastie des Hauses Estridsson  bis 1412 fort. Johann I. von Portugal, ein unehelicher Sohn König Peters I. († 1367), verteidigte die Unabhängigkeit Portugals gegen Kastilien und begründete das Haus Avis. Sein unehelicher Sohn, Alfons von Braganza († 1461), begründete als Nebenlinie das Haus Braganza und wurde zum Herzog erhoben; 1640 folgte das Haus Braganza dem erloschenen Haus Avis auf den Thron und regierte bis 1853. Das Haus Trastámara, seit 1369 Könige von Kastilien und León, seit 1412 auch von Aragón, war eine Bastardlinie des Hauses Burgund-Ivrea; ihr Begründer Heinrich II. setzte seine Nachfolge mittels Krieg und Brudermord durch. Auch im schottischen Clan Douglas wurde die Erbfolge im Spätmittelalter immer wieder durch Bastarde fortgeführt, so von den beiden Söhnen des James Douglas, 2. Earl of Douglas, zu deren Nachfahren die späteren Dukes of Queensberry gehören, oder mit dem Bastard George Douglas, 1. Earl of Angus, dem Begründer der mächtigen „Roten Douglas“. Ähnliches geschah bei den Scaligern als Stadtherren in Oberitalien.
Der Nepotismus am Heiligen Stuhl begünstigte nicht nur Neffen, sondern oft auch päpstliche Bastarde wie Cesare Borgia, Pier Luigi Farnese oder Giacomo Boncompagni. Kaiser Karl V. erkannte von einer größeren Zahl unehelicher Kinder nur zwei an: Margarethe von Parma und Juan de Austria. In Frankreich verheiratete Ludwig XIV. seine Bastarde innerhalb der eigenen Familie, da sie trotz hoher Titel weder auf internationaler Ebene noch in den stolzen französischen Adel vermittelbar waren. So fiel seine Schwägerin Liselotte von der Pfalz zeitweise in Ungnade, als sie sich vehement gegen die erzwungene Heirat ihres Sohnes Philippe mit Ludwigs XIV. außerehelicher Tochter Françoise Marie de Bourbon wehrte, die sie als „Bastard aus doppeltem Ehebruch“ bezeichnete.
Etliche britische Herzogsfamilien stammen von Bastarden englischer und schottischer Könige ab: Vom mittelalterlichen Königshaus Plantagenet die Dukes of Beaufort; von Bastarden des Königshauses Stuart leiten sich her: Duke of Grafton, Duke of St. Albans, Duke of Buccleuch, Duke of Richmond und Fitz-James (Duke of Berwick and Albemarle). Ein weiterer, der Duke of Monmouth, versuchte 1685, mittels einer Rebellion gegen seinen Onkel Jakob II. auf den Thron zu kommen, was ihn den Kopf kostete. Während das Haus Stuart – nach französischem Vorbild und in demonstrativer Gleichgültigkeit gegenüber seinen politischen Gegnern aus den Reihen der religiösen Puritaner – recht großzügig Herzogstitel an seine Bastarde verliehen hatte, übte das nachfolgende Haus Hannover, dessen dynastisches Erbrecht nicht unumstritten war, in dem vom protestantischen Pietismus geprägten 18. und 19. Jahrhundert eher Zurückhaltung, indem es für seine (zahlreichen) Bastarde keine Dukedoms kreierte und auch nur in seltenen Fällen Peerswürden. Wilhelm IV. hatte zehn außereheliche Kinder. Die Söhne wurden meist in die Armee gesteckt, nur der Älteste erhielt den Earl-Titel (Earl of Munster); Mädchen wurden öfters mit Peers verheiratet, teilweise auch bei Pflegeeltern versteckt. Napoleon III. werden acht außereheliche Kinder mit verschiedenen Frauen zugeschrieben, die er jedoch – im prüden 19. Jahrhundert und angesichts seiner politisch ungesicherten Position – allesamt nicht anerkannte und die bei ihren Müttern unter deren Namen aufwuchsen. Ein jüngerer Fall ist Delphine von Belgien.
Beispiele deutscher fürstlicher Bastarde sind die acht außerehelichen Kinder August des Starken (um die er sich fürsorglich kümmerte), darunter der Feldherr Moritz von Sachsen, der als Marschall in Frankreich Karriere machte, oder Anna Karolina Orzelska, die von ihrem Vater mit dem Prinzen Karl Ludwig von Schleswig-Holstein-Sonderburg-Beck verheiratet wurde. Nicht selten heirateten Bastarde untereinander. So wurde Marie-Aurore de Saxe, uneheliche Tochter des Marschalls Moritz von Sachsen, auf Vermittlung der französischen Dauphine, Maria Josepha von Sachsen, mit einem Bastard von deren Schwiegervater König Ludwig XV., dem Grafen Antoine de Horn, verheiratet. Bastarde von Fürsten wurden ehelich meist in den niederen Adel, seltener in den Hohen Adel vermittelt (wie die Orzelska).
Die Fürsten von Bretzenheim und die Grafen von Holnstein waren wittelsbachische Bastarde, die Herren von Lüneburg, Grafen von Platen-Hallermund, die Töchter der Melusine von der Schulenburg, die Grafen von Wallmoden-Gimborn sowie die schon genannten Earls of Munster waren welfische Bastarde, die Grafen von Waldersee solche der Askanier; ihr Ahnherr Fürst Franz von Anhalt-Dessau hatte zahlreiche Kinder aus verschiedenen außerehelichen Verbindungen, von denen einige geadelt wurden, andere nicht (je nach Herkunft ihrer Mütter).

## Abwertender Sprachgebrauch
Noch in der Frühen Neuzeit wurde die Bezeichnung keineswegs als ehrenrührig oder anstößig empfunden. Vielmehr wurde sie von den Vätern und auch von den betreffenden Personen, die stolz auf ihre adelige Abstammung väterlicherseits waren, selbst benutzt.
Das Wort wurde später allgemein auf Menschen angewendet, die als minderwertig empfunden wurden, und entsprechend vor allem in der englischen Sprache auch als Schimpfwort verwendet. Die Verwendung als Schimpfwort geht darauf zurück, dass Bastarde aus Sicht Adeliger „unreinen Blutes“ waren, also minderwertiger als echte Adelige. Hinzu kommt, dass außereheliche Verbindungen insbesondere von der katholischen Kirche als sündig bewertet wurden (siehe Ehebruch im Christentum). Durch diese banale Überlagerung ist die eigentliche Bedeutung des Begriffs weitgehend in Vergessenheit geraten.

## Andere Sprachen
- Baster (afrikaans für Bastard)
- Mamser (Begriff im jüdischen Gesetz)